# アーノルド・ゲゼル
アーノルド・ルーシャス・ゲゼル（Arnold Lucius Gesell、1880年6月21日 - 1961年5月29日）は、アメリカ合衆国の心理学者、小児科医。子どもの発達研究の分野のパイオニアとされる。

## 経歴
ウィスコンシン州アルマ生まれ。その劣悪な風土をゲゼルは後に分析して「亡霊だらけの村」と評している。彼は5人兄弟の長男で、両親はカメラマンと教師で、どちらも教育に関心を持っていた。弟妹たちの成長を見守り、面倒を見てやることで彼の中に子どもへの関心が芽生えていった。
彼は教師になるために、1896年高校を卒業すると、ウィスコンシン・スチーヴンスポイント師範学校に進学した。ここで彼はクラーク大学に学んだエドガー・ジェイムズ・スウィフトのコースを取り、このスウィフトが彼に心理学への興味を植え付けた。
彼は高校の教師として短期間働いたのち、ウィスコンシン大学マディソン校に再度進学。ここで彼は、フレデリック・ジャクソン・ターナーの歴史学とジョゼフ・ジャストローの心理学を取った。ジャストローは、ウィスコンシン大学で実験心理学の研究をスタートさせたところだった。ゲゼルは、1903年にウィスコンシン大学から哲学の学士号を取得した。  彼はその後、心理学の初期の開拓者としてクラーク大学で学業を継続するまで、再度高校に戻り、教員、のちに校長も務めた。クラーク大学は、小児発達の研究の基礎を築いたG・スタンレー・ホール学長の強い影響を受けていた。ゲゼルは、1906年、クラーク大学から哲学博士号を取得する。その後、ルイス・ターマンがロサンゼルス師範学校の教授のポストのために奔走してくれて、就職が決まるまで、彼はニューヨーク市とウィスコンシン州で数ヵ所の学校を転々とする。新しい職場で彼はベアトリクス・チャンドラーという魅力的な女性教師に出会い、彼は彼女と結婚する。彼らはその後一男一女を得た。
ニュージャージー州のヘンリー・ゴッドランドがいたワインランド訓練学校などの知的障害児のための学校に勤務した後、彼は知的障害児の研究に興味を持ち始める。
博士号を取得する決意を固め、彼はウィスコンシン大学医学部で研究を始める。のちに彼は医学を学ぶ傍らイェール大学で准教授の職に就く。そこで彼はイェール児童発達センターを立ち上げ、1915年には医学博士号を取得する。彼はこの時点で終身教授資格を得ていたものとみられる。彼はコネチカット州教育委員会のために学校心理学者としても協力し、障害児がうまく学校生活を送ることが出来るように支援した。彼はいくつかの本を執筆したが、その中に『公衆衛生及び教育の観点から見た就学前児童』( The Preschool Child from the Standpoint of Public Hygiene and Education in 1923)、『就学前児童の知的発達』(The Mental Growth of the Preschool Child in 1925、これは映画化もされている)、そして『幼児の行動マップ』(An Atlas of Infant Behavior 1934.) などがある。
さらに、彼はフランシス・イルグと共著で子育ての手引書『今日の文化の中での乳幼児』('Infant and Child in the Culture of Today'、1943)と『5歳から10歳までの子ども』(,'The Child from Five to Ten'、1946)を出した。これは、『スポック博士の育児書』が登場するまで、定番の育児書として知られていたものである。
ゲゼルは自分の研究に最新の技術を使った。彼はビデオやカメラの最新技術も活用している。彼はまた子どもたちの邪魔をすることなく彼らを一方的に観察することのできるゲゼルドーム、今でいうマジックミラーを備えた実験観察室も開発した。彼は自身の研究の中で数多くの子どもを研究したが、その中には『狼に育てられた少女 アマラとカマラ』も含まれる。ただし、この場合は彼は直接にその狼少女たちを見ていない。その他動物の子どもたち、特にサルの子どもたちの研究もある。彼は心理学者として、「生まれか育ちか」論争の中でその両者の重要性を認めていた。彼は知的障害を何か特定の原因のみに遡及して考えるべきではないと考えた。また右利き、左利きのような利き手や気質のような人間行動も遺伝しうるという見解を採った。さらに子どもたちが、兄弟姉妹相互に、また両親に対してどのように順応していくのかを検討し、全国的な保育所のシステムが国にとって益することになると考えた。

## 日本で出版された書籍
- 乳幼児の心理学―出生より5歳まで (1952年) アーノルド・ゲゼル、 山下俊郎訳 新教育協会 1952/1/1
- 学童の心理学―五歳から一〇歳まで (1954年) 周郷博訳、新教育協会 アーノルド・ゲゼル 1954/1/1
- 乳幼児の発達と指導 (1967年)　乳幼児の発達と指導 (1967年) アーノルド・ゲゼル　依田新, 岡宏子訳 家政教育社 1967
- 学童の心理学―5歳より10歳まで (1967年) 周郷博、 アーノルド・ゲゼル 家政教育社  1967/1/1
- 狼にそだてられた子 アーノルド・ゲゼル、 生月雅子訳 家政教育社 1967/5/1
- 小児の発達と行動 アーノルド・ルシアス・ゲゼル、 新井清三郎共著 福村出版 1982/10/1
- 視行動の発達 Arnord Gesel、 新井清三郎訳  日本小児医事出版社 1994/2/1
- 乳幼児の発達と指導 アーノルド・ゲゼル (著), ルイーズ・ベイツ・エイムズ (著), フランシス・L・イルグ (著), J.L.ローデル (著), 岡宏子 (翻訳), 大野澄子 (翻訳) 家政教育社; 改訂版 2000/2/1
- 青年の心理学―10歳より16歳まで アーノルド・ルシアス・ゲゼル (著), 新井清三郎 (翻訳), 高木俊一郎 (翻訳), 平井信義 (翻訳)  家政教育社 2006/6/1